# Луцие Шафаржова
Луцие Шафаржова (на чешки: Lucie Šafářová) е професионална тенисистка от Чехия.
Тя започва професионалната си кариера през 2002 г. Първата си титла от ITF-турнир печели през 2003 г., в италианския град Бергамо срещу хърватката Ива Майоли.
В своята витрина с успехи Луцие Шафаржова има спечелени четири титли на сингъл от календара на Женската тенис асоциация (WTA). Първата ѝ титла датира от 25.04.2005 г. от турнира „Ещорил Оупън“, когато във финалната среща надиграва трудно китайката На Ли с резултат 6:7, 6:4, 6:3. Втората си титла Шафаржова печели на 22.08.2005 г. на турнира Форест Хил, в чийто финал побеждава индийката Саня Мирза в трисетов мач с резултат 3:6, 7:5, 6:4. На 2 януари 2006 г., на турнира в Голд Коуст, Австралия играе оспорван фина срещу италианката Флавия Пенета, който печели с 6:3, 6:4, което ѝ донася третата титла на сингъл. Две години по-късно през 2008 г., чешката тенисистка печели отново турнира във Форест Хил, този път надделявайки над Шуай Пън от Китай с 6:4, 6:2. Регистрирала е и четири загубени финала на сингъл, последният от които е през 2010 г., в Париж. Тогава тя бива елиминирана от рускинята Елена Дементиева в трисетов мач.
В мачовете по двойки Луцие Шафаржова има записан един финален мач заедно със своята сънародничка Петра Цетковска, с която губят финалния мач от турнира в Стокхолм през 2008 г., от чешкия дует Ивета Бенешова и Барбора Захлавова-Стрицова.
В турнирите от Големия шлем най-голямото постижение на Шафаржова е четвъртфинала на „Откритото първенство на Австралия“ през 2007 г., когато е надиграна от друга чешка тенисистка Никол Вайдишова.
Най-доброто си индивидуално класиране в ранглистата на женския тенис, чешката тенисистка постига на 20 август 2007 г. Тогава тя заема престижната 22-ра позиция.
Тя е дългогодишна приятелка на тенисиста Томаш Бердих.